# 並木愛枝
並木 愛枝（なみき あきえ、1978年10月17日 - ）は、日本の女優。埼玉県所沢市出身。エンパシィ所属。既婚。

## 来歴・人物
- 香川照之[1]、中野翠[2]も認める実力派女優。
- 2008年、『実録・連合赤軍 あさま山荘への道程』で第2回アジア太平洋映画賞（APSA）の最優秀女優賞（ベスト5）にノミネート。
- 同年、ベルリン映画祭では、「実録・連合赤軍」「むすんでひらいて」「夕日向におちるこえ」3本の出演作(内、2本が主演)がノミネートされた。日本人女優では初の快挙となった。
- 同年、『14歳』で第22回高崎映画祭・最優秀助演女優賞を受賞。
- 2001年より映像ユニット「群青いろ」の作品に参加し以降多数の作品に出演。
- 10代より小劇場を中心に活動を開始。
- 春日俊彰（オードリー）とは小学生時代の同級生。

## 出演

### 映画
- さよなら さようなら（2005年）
- ある朝スウプは（2005年）
- 鼻唄泥棒（2006年）
- 14歳（2007年）
- 夕日向におちるこえ（2007年）
- むすんでひらいて（2007年）
- 実録・連合赤軍 あさま山荘への道程（2008年） - 永田洋子役
- FIT（2010年）
- あたしは世界なんかじゃないから（2012年）
- 千年の愉楽（2013年）
- あした家族（2013年）
- ダリー・マルサン（2014年）
- at HOME（2015年）
- そうして私たちはプールに金魚を、（2016年） - 第33回サンダンス映画祭ショートフィルム部門グランプリ
- 100円の傘を通してこの街の看板すべてぼんやり光る（2017年）
- ひかりの歌（2017年）
- こいびとのみつけかた（2023年）[3]

### テレビドラマ
- ディア・ペイシェント〜絆のカルテ〜（2020年、NHK総合） - 宮部聡子 役
- ハコヅメ〜たたかう！交番女子〜第3話（2021年7月21日、日本テレビ） - 山崎恵美 役
- ひとりでしにたい（2025年6月21日 - 、NHK総合）- 山口雅子（若かりし頃）役[4]

### 吹き替え

#### 映画（吹き替え）
- タイラー・レイク -命の奪還-（2020年）
- バイオハザード: ウェルカム・トゥ・ラクーンシティ（2022年）[5]
- タイラー・レイク -命の奪還-2（2023年）[6]
- カールの絵画教室（2023年、ウェンディ〈ウェンディ・マクレンドン＝コーヴィ〉[7]）

#### ドラマ（吹き替え）
- アドレセンス（2025年、マンダ・ミラー〈クリスティン・トレマルコ〉）

#### アニメ
- ストレンジ・ワールド/もうひとつの世界（2022年）[8]

### CM
- 母と娘とザ・イエローモンキー

### 配信ドラマ
- 仮面ライダーBLACK SUN（2022年10月28日、Amazon Prime Video） - 小松佐知 役

### 舞台
- 筒井ワールド6〜「筒井ワールドFINAL」連続出演
- 笑う女、笑われる男
- 金子みすゞ箏コンサート - みすゞ役